# Sport365
Pour les articles homonymes, voir Sport 365.
Sport 365 est une chaine de télévision sportive. À sa création, elle appartient au groupe de sites internet Sporever et est distribué sur les réseaux Numericable, Orange, Free et SFR. Elle cesse d'émettre en 2017.

## Historique
Lancée le 18 septembre 2012 sur les réseaux du câble, satellites et ADSL par le journaliste français Patrick Chêne, Sport 365 dédie ses programmes à l'information sportive.
Le Groupe Sporever possède ainsi sa propre chaîne de télévision, après avoir produit l'intégralité des programmes de la chaîne Orange Sport Info. Sport365 est une chaîne de télévision qui avait pour ambition de donner du sens au sport en proposant une lecture différente de l'actualité sportive. Plusieurs animateurs rejoignent cette chaîne comme Alexandre Delpérier, Bruno Roger-Petit ou Xavier Couture. Denis Balbir, Alain Roche, Chérif Ghemmour ou encore Laurent Fournier officient également sur la chaîne en tant que consultants.
Infosport+ et L'Équipe 21 sont des chaînes d'actualité sportive mais leur positionnement se veut plus ancré dans le traitement de l'actualité sportive.
Faute de public, l'avenir de la chaîne est alors remis en cause, et il est annoncé que Sport 365 pourrait cesser sa diffusion à la fin de l'été 2016, la diffusion ayant déjà cessé depuis le 10 juillet 2016 à 0H00 sur le bouquet Canalsat (Satellite et ADSL).
La chaîne Sport365 arrête définitivement sa diffusion chez l'ensemble des opérateurs le 31 juillet 2017. 

### Identité visuelle (logo)

Logo de Sport365 du 18 septembre 2012 au 31 juillet 2017.

### Slogans
- Du 18 septembre 2012 au 31 juillet 2017 : « Bien plus qu’une chaîne de sport »

## Direction
- Directeur : Patrick Chêne